# Seurre
Seurre és un municipi francès, situat al departament de la Costa d'Or i a la regió de Borgonya - Franc Comtat. L'any 2007 tenia 2.473 habitants.

## Demografia

### Població
El 2007 la població de fet de Seurre era de 2.473 persones. Hi havia 1.102 famílies, de les quals 432 eren unipersonals (137 homes vivint sols i 295 dones vivint soles), 319 parelles sense fills, 230 parelles amb fills i 121 famílies monoparentals amb fills.
La població ha evolucionat segons el següent gràfic:
Habitants censats

### Habitatges
El 2007 hi havia 1.341 habitatges, 1.131 eren l'habitatge principal de la família, 44 eren segones residències i 166 estaven desocupats. 869 eren cases i 469 eren apartaments. Dels 1.131 habitatges principals, 597 estaven ocupats pels seus propietaris, 508 estaven llogats i ocupats pels llogaters i 26 estaven cedits a títol gratuït; 22 tenien una cambra, 116 en tenien dues, 248 en tenien tres, 339 en tenien quatre i 405 en tenien cinc o més. 630 habitatges disposaven pel capbaix d'una plaça de pàrquing. A 566 habitatges hi havia un automòbil i a 299 n'hi havia dos o més.

### Piràmide de població
La piràmide de població per edats i sexe el 2009 era:
| Homes | Edats   | Dones |
| ----- | ------- | ----- |
| 4     | 95 o +  | 20    |
| 16    | 90 a 94 | 40    |
| 12    | 85 a 89 | 72    |
| 20    | 80 a 84 | 32    |
| 68    | 75 a 79 | 68    |
| 52    | 70 a 74 | 76    |
| 72    | 65 a 69 | 128   |
| 40    | 60 a 64 | 52    |
| 72    | 55 a 59 | 60    |
| 72    | 50 a 54 | 96    |
| 112   | 45 a 49 | 88    |
| 80    | 40 a 44 | 100   |
| 116   | 35 a 39 | 104   |
| 76    | 30 a 34 | 60    |
| 80    | 25 a 29 | 68    |
| 72    | 20 a 24 | 44    |
| 64    | 15 a 19 | 68    |
| 108   | 10 a 14 | 72    |
| 116   | 5 a 9   | 52    |
| 60    | 0 a 4   | 48    |

## Economia
El 2007 la població en edat de treballar era de 1.411 persones, 1.023 eren actives i 388 eren inactives. De les 1.023 persones actives 883 estaven ocupades (485 homes i 398 dones) i 140 estaven aturades (49 homes i 91 dones). De les 388 persones inactives 166 estaven jubilades, 108 estaven estudiant i 114 estaven classificades com a «altres inactius».

### Ingressos
El 2009 a Seurre hi havia 1.144 unitats fiscals que integraven 2.348 persones, la mediana anual d'ingressos fiscals per persona era de 16.191 €.

### Activitats econòmiques
Dels 187 establiments que hi havia el 2007, 3 eren d'empreses extractives, 7 d'empreses alimentàries, 4 d'empreses de fabricació de material elèctric, 8 d'empreses de fabricació d'altres productes industrials, 14 d'empreses de construcció, 54 d'empreses de comerç i reparació d'automòbils, 8 d'empreses de transport, 15 d'empreses d'hostatgeria i restauració, 12 d'empreses financeres, 8 d'empreses immobiliàries, 15 d'empreses de serveis, 25 d'entitats de l'administració pública i 14 d'empreses classificades com a «altres activitats de serveis».
Dels 50 establiments de servei als particulars que hi havia el 2009, 1 era una oficina d'administració d'Hisenda pública, 1 gendarmeria, 1 oficina de correu, 5 oficines bancàries, 3 funeràries, 3 tallers de reparació d'automòbils i de material agrícola, 1 taller d'inspecció tècnica de vehicles, 1 autoescola, 2 paletes, 5 guixaires pintors, 3 lampisteries, 2 electricistes, 1 empresa de construcció, 6 perruqueries, 3 veterinaris, 7 restaurants, 4 agències immobiliàries i 1 saló de bellesa.
Dels 26 establiments comercials que hi havia el 2009, 3 eren supermercats, 1 una gran superfície de material de bricolatge, 5 fleques, 3 carnisseries, 2 llibreries, 4 botigues de roba, 2 sabateries, 1 una sabateria, 2 botigues de material esportiu, 1 una botiga de material de revestiment de parets i terra, 1 una perfumeria i 1 una joieria.
L'any 2000 a Seurre hi havia 3 explotacions agrícoles que ocupaven un total de 348 hectàrees.

## Equipaments sanitaris i escolars
El 2009 hi havia 1 hospital de tractaments de curta durada, 1 un hospital de tractaments de llarga durada, 1 psiquiàtric, 3 farmàcies i 1 ambulància.
El 2009 hi havia 2 escoles maternals i 2 escoles elementals. Seurre disposava d'un col·legi d'educació secundària amb 393 alumnes.

## Poblacions més properes
El següent diagrama mostra les poblacions més properes.